# 陶望龄
陶望齡（1562年—1609年），字周望，號歇菴，又號石簣，浙江會稽（今紹興）陶堰人，明朝政治人物、文學家、探花，公安派成員之一。

## 生平
陶望齡為南京禮部尚書陶承學之子。萬曆十三年（1585）中式浙江鄉試第二名。萬曆十七年（1589年）己丑科高中會元，殿試一甲三名進士（探花），授翰林院編修，十九年十月养病。二十二年補原职，二十四年养病。二十九年補升左中允，三十年升左谕德，三十一年主考應天府鄉試，三十二年养病。三十三年官至國子監祭酒，三十四年养病。万历三十二年離京告歸。萬曆三十七年（1609年）四月因母喪哀毀而卒。諡文簡。

## 成就
其詩文理論與公安派主力袁宏道相呼應，也主張為文應抒發當時代個人的真性情，反對「文必秦漢、詩必盛唐」說法，也極力贊成靈性說。除此之外，陶望齡在後期也轉入佛教宗籍研究，亦為禪宗知名人物，與其弟陶奭齡以講學聞名。

## 著作
陶望齡著有《歇庵集》20卷、《天水阁集》13卷、《解庄》12卷等。後世輯有《陶望齡全集》。

## 家族
曾祖陶試，訓導、贈通議大夫工部右侍郎。祖父陶廷奎，武举人，贈通議大夫工部右侍郎。父陶承學，资政大夫南京禮部尚書。